# Chikara Hanzawa
Chikara Hanzawa (japanisch 榛沢 力 Hanzawa Chikara; * 12. Juli 2001 in Tokio) ist ein japanischer Eishockeyspieler, der seit 2022 für die Mannschaft der Sacred Heart University in der Conference Atlantic Hockey der National Collegiate Athletic Association (NCAA) spielt.

## Karriere
Chikara Hanzawa begann seine Karriere als Eishockeyspieler bei Falu IF in Schweden, wo er neben den Einsätzen im Juniorenbereich auch zu drei Einsätzen in der viertklassigen Hockeytvåan kam. 2019 wechselte er in die Vereinigten Staaten. Dort spielte er zunächst für die Tri-City Storm in der United States Hockey League (USHL) und Minnesota Wilderness in der North American Hockey League (NAHL), ehe er von 2020 bis 2022 für die South Shore Kings in der Collegeliga National Collegiate Development Conference (NCDC) auflief. Seit Aufnahme eines Studiums an der Sacred Heart University spielt er für deren Mannschaft in der Conference Atlantic Hockey der National Collegiate Athletic Association (NCAA).

### International
Für Japan nahm Hanzawa im Juniorenbereich an den U18-Weltmeisterschaften 2018 und 2019, als er zum besten Stürmer des Turniers gewählt wurde, jeweils in der Division I teil. Zudem lief er bei den U20-Weltmeisterschaften 2019 in der Division I und 2020, als er als Torschützenkönig und zweitbester Scorer des Turniers nach seinem Landsmann Teruto Nakajima auch als bester Stürmer des Turniers ausgezeichnet wurde, in der Division II auf. Mit seinen Leistungen trug er maßgeblich zum sofortigen Wiederaufstieg der japanischen Junioren bei.
Für das japanische Herren-Team spielte er erstmals bei der Weltmeisterschaft der Division I 2023, als der Aufstieg von der B- in die A-Gruppe der Division gelang.

## Erfolge und Auszeichnungen
| - 2019 Aufstieg in die Division I, Gruppe A, bei der U18-Weltmeisterschaft der Division I, Gruppe B - 2019 Bester Stürmer der U18-Weltmeisterschaft der Division I, Gruppe B - 2020 Aufstieg in die Division I, Gruppe B, bei der U20-Weltmeisterschaft der Division II, Gruppe A | - 2020 Torschützenkönig und bester Stürmer der U20-Weltmeisterschaft der Division II, Gruppe A - 2023 Aufstieg in die Division I, Gruppe A, bei der Weltmeisterschaft der Division I, Gruppe B |